# 新宿三井大厦
35°41′31″N 139°41′38″E / 35.69194°N 139.69389°E
新宿三井大厦（日语：新宿三井ビルディング）是日本东京都新宿区西新宿超高层建筑群中的一栋摩天大楼。

## 概要
新宿三井大厦是东京都新宿区西新宿第四高的摩天大楼，完成时曾是日本第一高楼，其后被1978年竣工，位于东京都丰岛区池袋的高239.7米的太阳城60大厦打破。是一栋黑色调玻璃外观的建筑，主要的商店和餐厅设在地下1楼～3楼，4楼与5楼设有诊所，5楼到55楼中除了54楼外都是作为办公室之用，54楼的新宿三井俱乐部需要会员才能进入。没有设置展望台。2020年，三井不動產以1,700億日元的價格出售這座建築，但維持建築原名。

## 主要租户·设施
- 新宿三井大厦55广场
- 新宿三井俱乐部

等等。

## 前往方法
- 新宿站步行8分钟
- 大江户线都厅前站步行1分钟
- 丸之内线西新宿站步行2分钟
- 停车场（收费）

## 圖片集

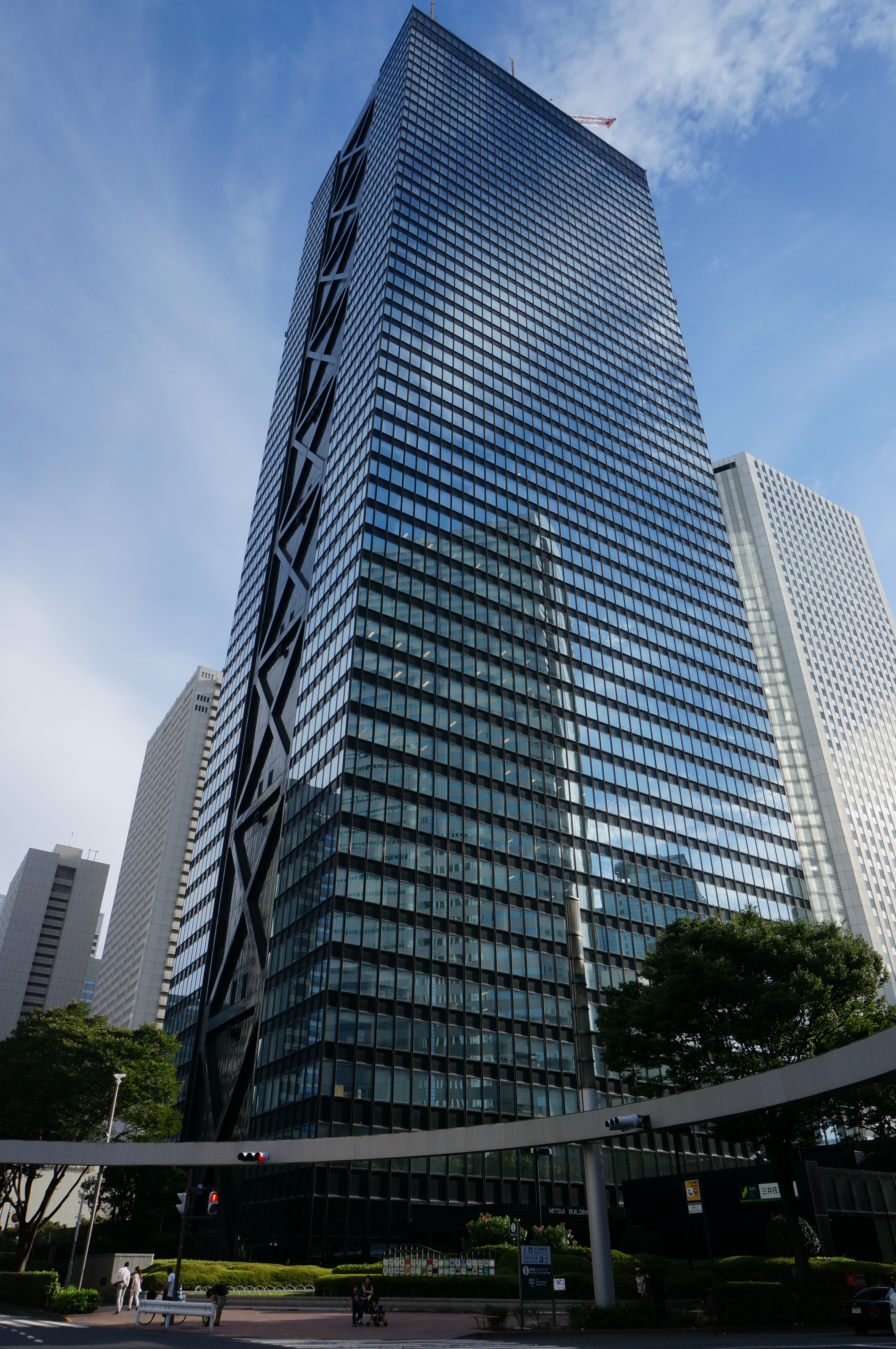
新宿三井大廈
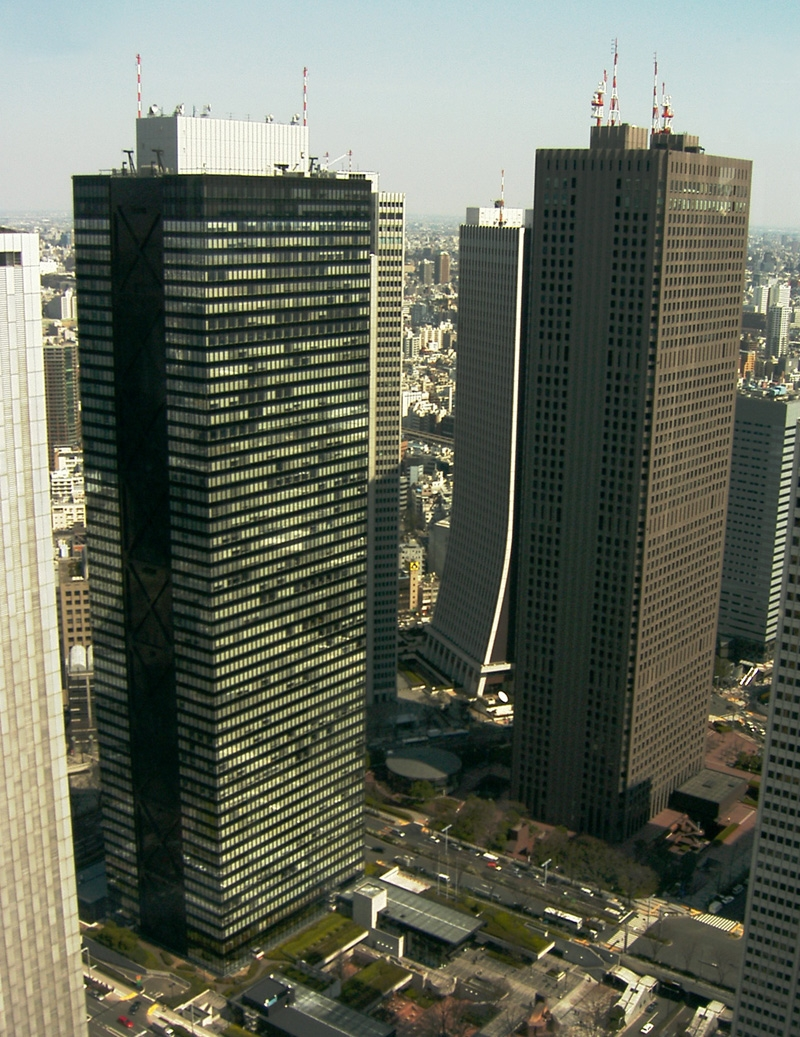
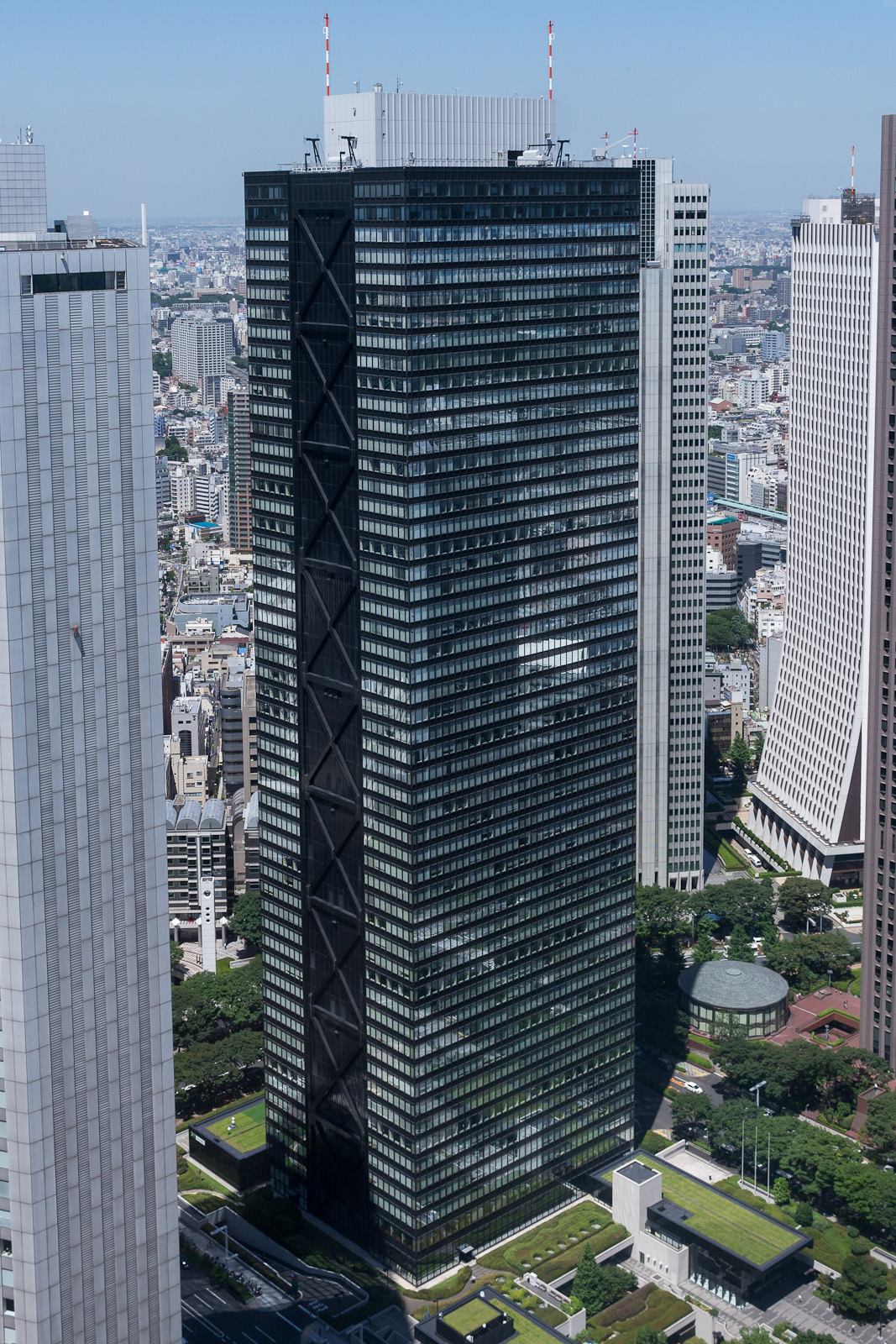
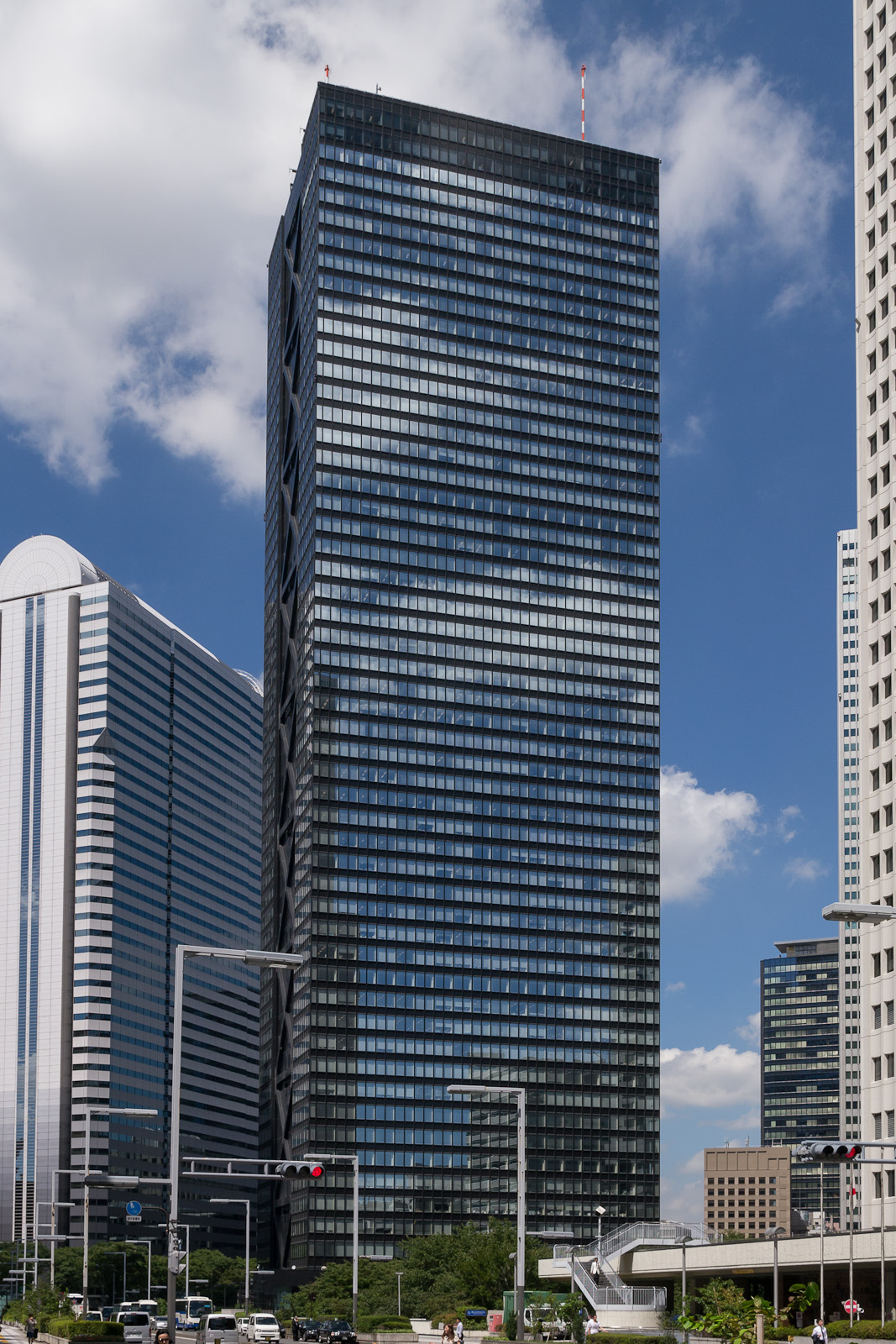
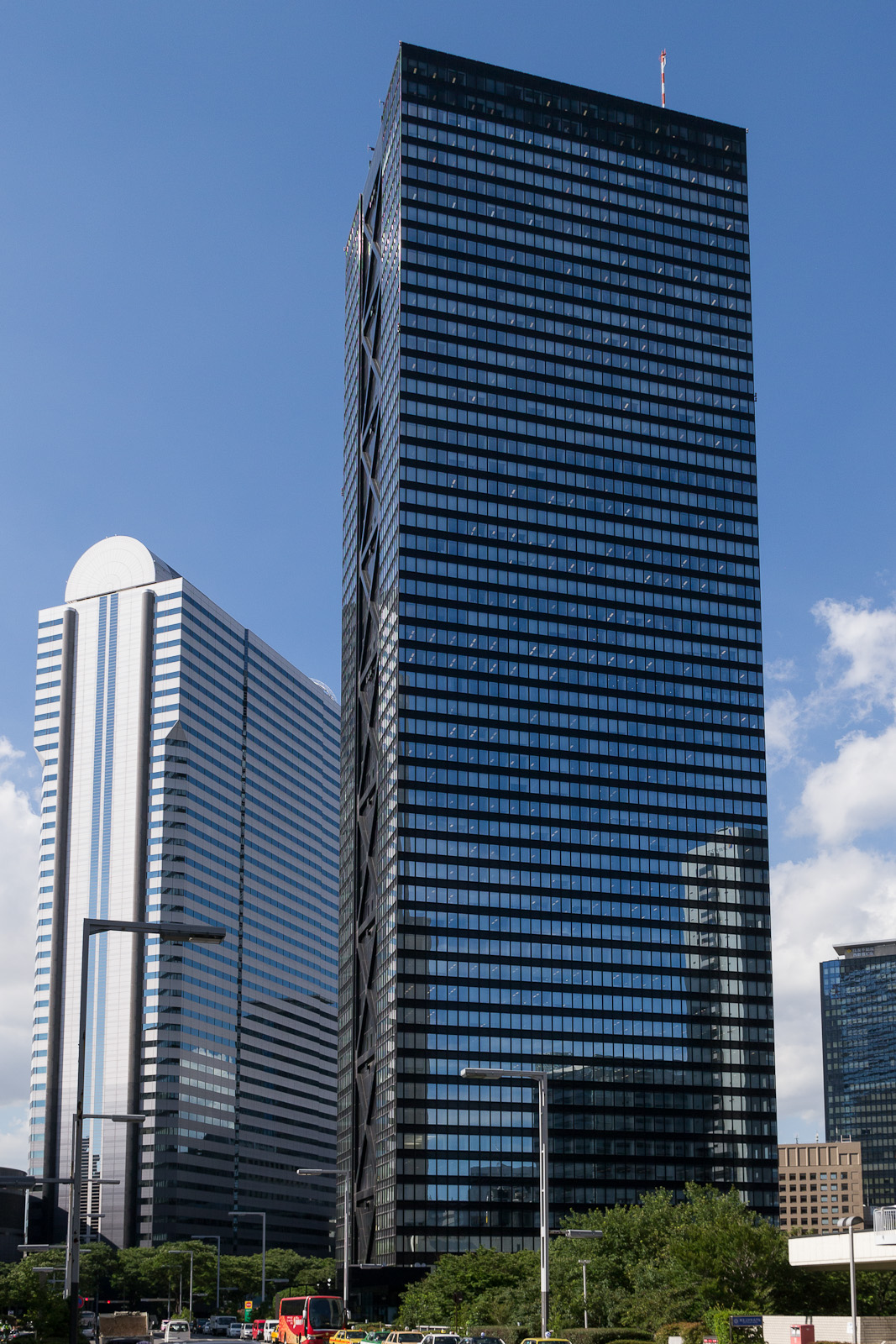
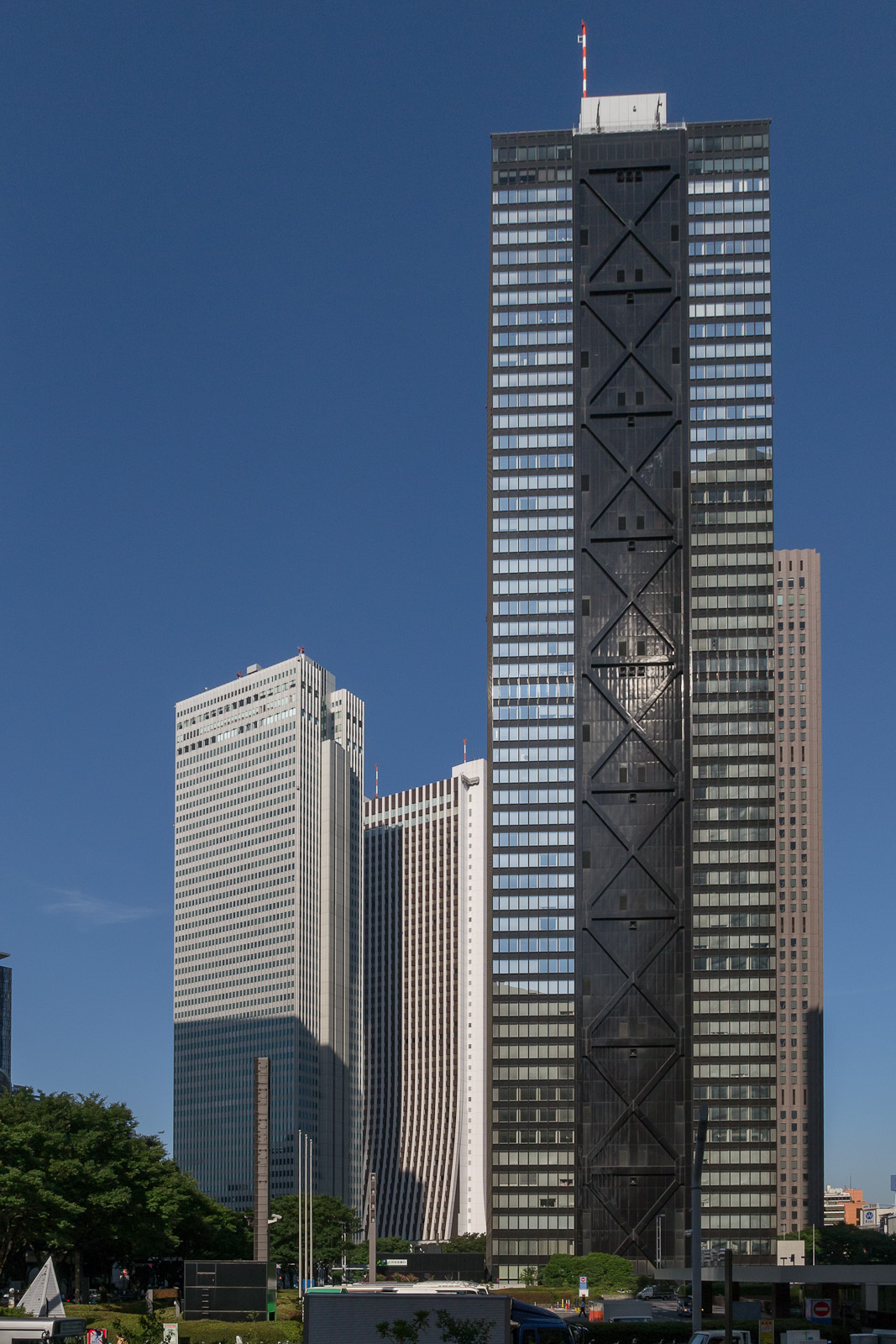
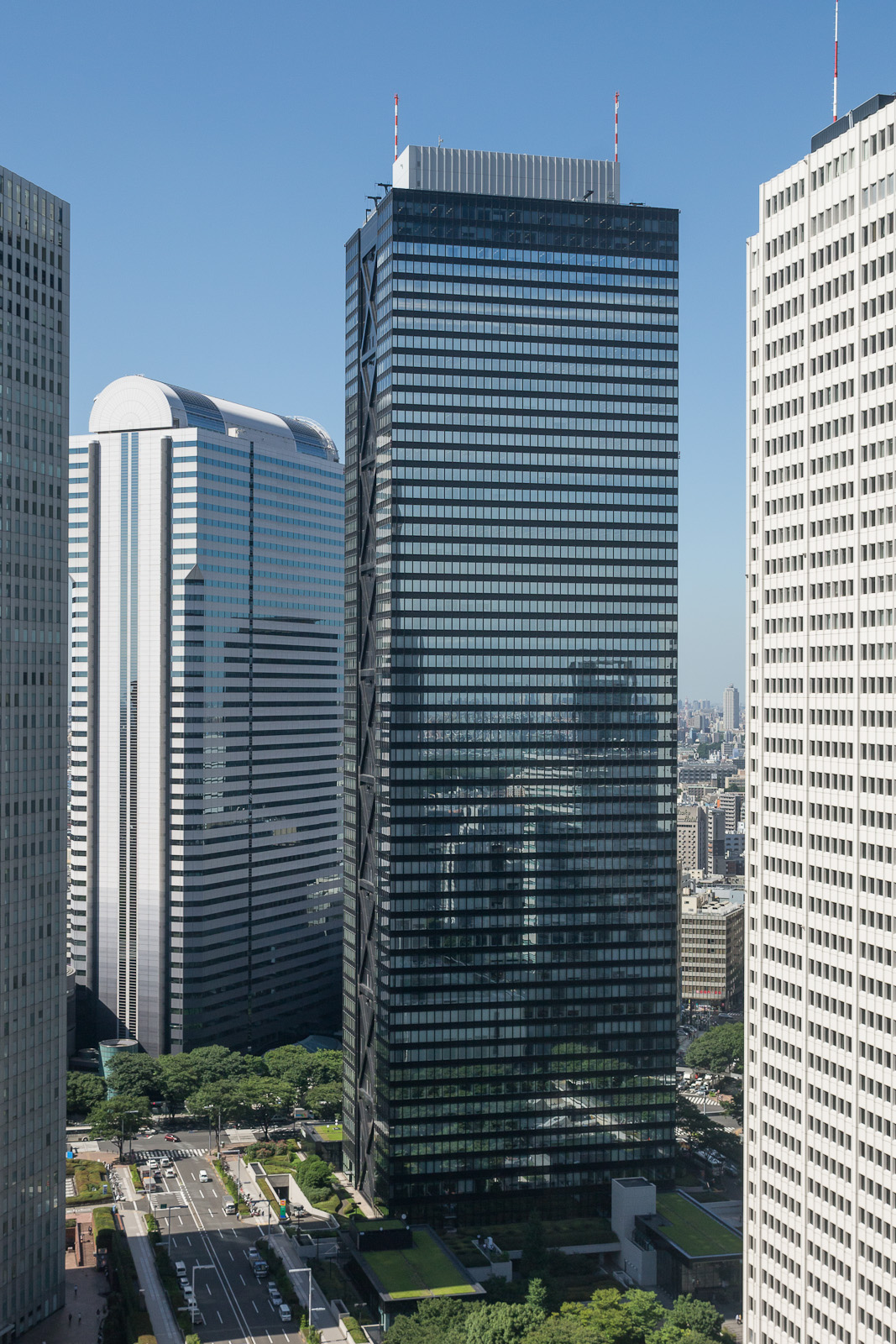
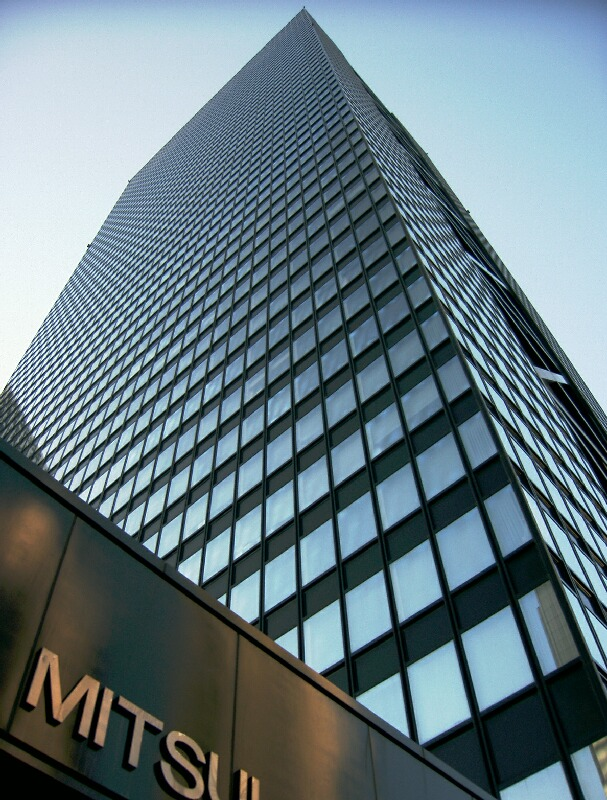